# 1798 au théâtre
| Années du théâtre : 1795 - 1796 - 1797 - 1798 - 1799 - 1800 - 1801    |
| Décennies du théâtre : 1760 - 1770 - 1780 - 1790 - 1800 - 1810 - 1820 |

## Pièces de théâtre représentées
Les Trois Espiègles, ou les Arts et la folie, comédie en trois actes, en vers, prose et couplets, de La Martelière, au théâtre Louvois.

## Naissances
- 6 janvier : Marie Dorval
- 30 août : Virginie Déjazet

## Décès
- 5 mai : Marie-Élisabeth Joly, actrice française, morte le 3 avril 1761.
- 4 juillet : Jean-François de Bastide